# 甲狀腺未分化癌
甲狀腺未分化癌是一种具有侵袭性的甲狀腺癌，其特征是甲状腺细胞生长不受控制。由于其具有侵袭性，所以該癌症的預後效果並不理想。甲状腺未分化癌的细胞高度异常，通常會逆行性生長，而且分化较差。
甲狀腺未分化癌是一种罕见的甲状腺癌，仅占甲状腺癌病例的1-2%，不過死亡率非常高，甲狀腺未分化癌的死亡人數占甲状腺癌總死亡人数的20-50%。 患者確診后的存活率为三至六个月（中位數）。一些研究报告表明，有10%至15%的患者存活时间超过1年，很少有人存活時間能達到3年和5年。  女性甲狀腺未分化癌患者比男性更常见，40至70岁的人群相對於其他年齡段的人而言更容易患上此類癌症。

## 症状
甲状腺未分化癌的患者通常颈部的肿块會迅速增大， 有时皮肤會发红。 甲狀腺未分化癌會壓迫食道、總頸動脈、喉返神經和氣管，因而患者出現诸如声音嘶哑、声音嘶哑、吞嚥障礙或呼吸困难等症状。 其他症状包括咳嗽、颈部疼痛以及遠端轉移時會出現的症状。 

## 原因
危险因素包括：年龄大於60岁、长期罹患甲状腺肿和胸部遭受辐射。